# George Blumenthal
Pour les articles homonymes, voir Blumenthal.
George R. Blumenthal, né en 1945, est un astrophysicien, astronome,  professeur et administrateur d'université américain. C'est le dixième chancelier de l'université de Californie à Santa Cruz.

## Biographie
Ses parents géraient une petite société de stores vénitiens à Milwaukee, dans le Wisconsin. Il s'intéresse très jeune aux sciences et se souvient du lancement du satellite soviétique Spoutnik 1 par l'URSS en 1957. Il est titulaire d'un diplôme de Bachelor of Science en physique de l'université du Wisconsin à Milwaukee et d'un doctorat en physique de l'université de Californie à San Diego (UC). 
Blumenthal est renommé en particulier pour ses travaux avec ses collègues universitaires de Santa Cruz Sandra M. Faber et Joël Primack et avec Martin Rees de l'université de Cambridge sur la matière noire. Leur théorie de la matière noire froide, développée dans les années 1980, demeure l'explication standard de la formation des galaxies et des amas de galaxies. Il a également travaillé dans de nombreux autres domaines de l'astrophysique, parmi lesquels l'étude des sursauts gamma, des disques d'accrétion, des galaxies actives, et du rayonnement micro-onde laissé par le Big bang.
De 2001 à 2003, Blumenthal est président du conseil scientifique de l'université de Californie à Santa Cruz et, à chaque fois pendant un an, est vice-président puis président du conseil scientifique de l'université de Californie. Il succéde à Denice Denton comme chancelier d'UCSC en 2006 après qu'elle s'est suicidée.

### Vie personnelle
Blumenthal est marié avec Kelly Weisberg, professeur de droit à l'UC Hastings avec qui il a deux enfants. Lorsqu'on l'interroge sur sa famille, il répond que tous les étudiants d'UC sont ses enfants.